# Japan Open de 2016
Japan Open de 2016 foi a décima quinta edição do Japan Open, um evento anual de patinação artística no gelo organizado pela Federação Japonesa de Patinação. A competição foi disputada no dia 1 de outubro, na cidade de Saitama, Japão.

## Eventos
- Equipes (Individual masculino + Individual feminino)

## Medalhistas
| Evento           | Ouro                                                               | Prata                                                                           | Bronze                                                                      |
| Equipes detalhes | Shoma Uno Nobunari Oda Satoko Miyahara Wakaba Higuchi Equipe Japão | Javier Fernández Florent Amodio Evgenia Medvedeva Anna Pogorilaya Equipe Europa | Adam Rippon Jeremy Abbott Ashley Wagner Gracie Gold Equipe América do Norte |

## Resultados

### Individual masculino
| Pos. | Nome             | Nacionalidade  | Pontos |
| ---- | ---------------- | -------------- | ------ |
| 1    | Shoma Uno        | Japão          | 198.55 |
| 2    | Javier Fernández | Espanha        | 192.20 |
| 3    | Nobunari Oda     | Japão          | 178.72 |
| 4    | Jeremy Abbott    | Estados Unidos | 166.99 |
| 5    | Adam Rippon      | Estados Unidos | 166.85 |
| 6    | Florent Amodio   | França         | 124.35 |

### Individual feminino
| Pos. | Nome              | Nacionalidade  | Pontos |
| ---- | ----------------- | -------------- | ------ |
| 1    | Evgenia Medvedeva | Rússia         | 147.07 |
| 2    | Satoko Miyahara   | Japão          | 143.39 |
| 3    | Ashley Wagner     | Estados Unidos | 132.12 |
| 4    | Anna Pogorilaya   | Rússia         | 132.04 |
| 5    | Wakaba Higuchi    | Japão          | 116.99 |
| 6    | Gracie Gold       | Estados Unidos | 108.24 |

### Final
| Pos.              | Nome                    | Pontos |
| ----------------- | ----------------------- | ------ |
| Medalha de ouro   | Equipe Japão            | 637.65 |
| Medalha de prata  | Equipe Europa           | 595.66 |
| Medalha de bronze | Equipe América do Norte | 574.20 |